# قان أوزديمير
قان أوزديمير (بالتركية: Kadir Kaan Özdemir)‏ هو لاعب كرة قدم تركي في مركز الدفاع، ولد في 1 مارس 1998 في إسطنبول في تركيا. لعب مع نادي فنربخشة.

## وصلات خارجية
- قان أوزديمير على موقع اتحاد تركيا (لاعب) (الإنجليزية)
- قان أوزديمير على موقع قاعدة بيانات كرة القدم.إي يو (الإنجليزية)
- قان أوزديمير على موقع Soccerway.com (الإنجليزية)
- قان أوزديمير على موقع عالم كرة القدم.نت (الإنجليزية)